# ТГМ6
ТГМ6 (Тепловоз з Гідромеханічною передачею, Маневровий, 6-та серія) — радянський чотиривісний маневровий тепловоз з гідравлічною передачею, сконструйований на Людинівському тепловозобудівному заводі. Загалом схожий на ТГМ3, 4, 5. 1964 був розроблений проєкт, 1966 був побудований перший екземпляр. Серійно випускається з 1967. Перша партія тепловозів (62 машини) була побудована в період з 1966 по 1970.

## Конструкція
ТГМ6 — рамний двовізковий тепловоз з карданною передачею потужності від гідропередачі до колісних пар. Осьові редуктори двоступеневі — перший ступінь конічний, другий ступінь циліндричний. Дизельний двигун 6Д49 — V-подібний, 8-циліндровий, з уніфікованого ряду ЧН26/26 (чотиритактні з наддувом, діаметр циліндра і хід поршня — 260 мм)  Коломенського заводу, інші модифікації якого встановлюються на тепловози ТЕМ7, 2ТЕ25 А, модернізовані М62 (12-циліндрові), 2ТЕ116, ТЕП70, ТЕП150 і модернізовані 2 ТЕ10 (16-циліндрові), річкові судна і кораблі (20-циліндрові).
Управління двигуном — електричне дистанційне з вісьмома позиціями потужності. Привід вентилятора холодильника і компресора — через гідромуфти регульованого наповнення, що дозволяє забезпечувати 2/3 продуктивності компресора на першій позиції, повну продуктивність — з 3-ї позиції, при подальшому зростанні оборотів дизеля відкриваються клапани на гідромуфті і обороти компресора підтримуються на рівні 1450/хв. Компресор — 6-циліндровий V-подібний типу ПК-5,25. Запуск двигуна — електричний.

## Модифікації

### ТГМ6А
Після внесення в конструкцію низки змін локомотив отримав позначення ТГМ6А. Збільшена довжина за осями автозчіплень з 13500 до 14300 мм, збільшена колісна база до 10100 мм, дизельний двигун 3А-6Д49 з перенесеним турбокомпресором на бік, протилежний фланцю «відбору потужності», гідродинамчний привід вентиляторів, обладнання тепловоза пристроями для дистанційного керування розвантаженням думпкарів і низкою незначних змін.
1970 завод випустив перший тепловоз ТГМ-6А-063. Зчіпна маса тепловозів може змінюватися від 78 до 90 тс.
1974 Людинівський тепловозобудівний завод випустив тепловоз ТГМ6А-394 зі зчіпною масою 100 тс. Збільшення зчіпної маси, а отже і сили тяги було необхідним для деяких промислових підприємств.
Серійне виробництво тепловозів ТГМ6А завод розпочав 1975.